# Legge 17 febbraio 1968, n. 108
La legge 17 febbraio 1968, n. 108 fu la legge elettorale regionale proporzionale che normò l'elezione dei Consigli regionali nelle regioni italiane a statuto ordinario dalla loro istituzione fino al 1995.

## Storia
Sebbene concepite dalla Costituzione fin dal 1948, le Regioni furono istituite solo alla fine degli anni Sessanta, periodo nel quale il sistema politico italiano si era da tempo definitivamente stabilizzato intorno ad una serie di partiti che competevano fra loro sulla base di un proporzionalismo e di una forma di governo parlamentare che trasferiva nelle assemblee elettive e, in ultima analisi, nelle segreterie politiche, il potere di scegliere i membri dell'esecutivo. Anche il testo della Costituzione all'epoca vigente configurava peraltro il sistema di governo regionale in senso parlamentarista, in parallelo alle disposizioni riguardanti il livello nazionale. Fu così quasi naturale mutuare la legislazione in vigore per l'elezione della Camera dei deputati per congegnare la legge elettorale regionale.

## Caratteristiche
La legge elettorale regionale del 1968 copiava in larghi tratti la legge elettorale nazionale del 1946 all'epoca in vigore, ponendo in essere un sistema elettorale che distribuiva i seggi consiliari con un meccanismo proporzionale con voto di preferenza, potendo l'elettore favorire fino a tre candidati all'interno della lista da lui prescelta.
Il territorio regionale veniva diviso in varie circoscrizioni elettorali corrispondenti alle province. In ogni circoscrizione, la suddivisione dei seggi fra le liste avveniva con il metodo Hagenbach-Bischoff dei quozienti interi, e i candidati erano dichiarati eletti nell'ordine delle preferenze ricevute. I voti residuati ed i seggi non assegnati passavano tutti nel collegio unico regionale, dove venivano ripartiti col metodo Hare dei quozienti interi e dei più alti resti: gli scranni così ottenuti da ogni partito venivano immediatamente riportati a livello provinciale in base ai maggiori resti percentuali di ogni singola lista locale. Questo sistema implicava matematicamente la possibile variazione dei seggi originariamente assegnati alle singole circoscrizioni.

## Il speramento
Il sistema politico italiano conobbe nei primi anni Novanta il più grande e rapido sconvolgimento mai visto nell'Europa democratica dopo la fine della Seconda guerra mondiale, aprendo una stagione di riforme elettorali in senso bipolare. Dopo il cambiamento delle leggi elettorali per i Comuni, le Province ed il Parlamento nel 1993, le Regioni rimanevano l'unico organismo di governo ancora ancorato ad un meccanismo proporzionalistico ed assembleare.
Fu così che nel parlamento della XII legislatura maturò un'intesa bipartisan fondata sul comune accordo per non lasciare le Regioni in un contesto elettorale oramai avulso rispetto a quello degli altri livelli governativi. La nuova normativa fu emanata tuttavia in tempi forzatamente ristretti, incombendo l'appuntamento elettorale del 1995, e non poté quindi essere elaborata ex novo. Si dovette quindi operare ancora basandosi sulla legge del 1968, modificandone però radicalmente la ratio in senso maggioritario con la legge Tatarella.